# Francisco Ortego
Francisco Javier Ortego y Vereda (Madrid, 1833-Bois Colombes, 1881) fue un humorista gráfico y pintor español.

## Biografía
Nacido en Madrid en 1833 estudió en la Escuela de Bellas Artes de San Fernando de su ciudad natal y más tarde residió mucho tiempo en Barcelona. Ilustró numerosas novelas y realizó litografías. Colaboró, cultivando un estilo caricaturesco y mordaz, en publicaciones tales como El Pájaro Rojo, El Garbanzo, Fray Verás, El Cascabel, Don Diego de Noche, El Bazar y sobre todo Gil Blas (1864), y editó El Fisgón (1865), Doña Manuela (1865), El Sainete (1867) y Jeremías (1869).

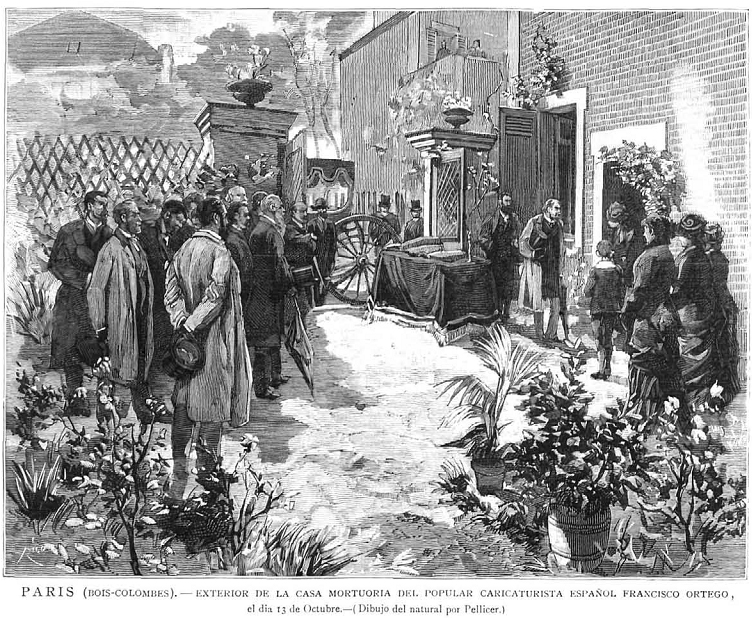
Exterior de la casa mortuoria de Francisco Ortego en Bois-Colombes, dibujo de José Luis Pellicer publicado en La Ilustración Española y Americana.

En 1867, publicó en El Museo Universal los tipos populares de Ávila representados en las figuras del artesonero y la serrana según grabado de José Severini. También ilustró obras literarias, como la de Pedro Antonio de Alarcón, Diario de un testigo de la guerra de África, de 1860, o Don Juan Tenorio, de Manuel Fernández y González. Se encargó de elaborar los carteles publicitarios de la empresa española Chocolates Matías López.
Como pintor, su obra más conocida es Muerte de Cristóbal Colón, pintura de historia con la que obtuvo mención honorífica especial en la Exposición Nacional de Bellas Artes del año 1864, pero, por lo general, su obra pictórica es de pequeño formato y fácil composición, basada en una temática de tipos populares.
Mal pagado como dibujante y con una numerosa familia, su situación económica era dificultosa y unido a sus ideas políticas republicanas y liberales, le arrastró en 1871 a trasladarse a Francia para mejorar su futuro, donde permaneció hasta el final de su vida. Publicó en diferentes periódicos satíricos de París. Cuando se produjo su fallecimiento, acaecido en la localidad francesa de Bois Colombes en 1881, la Editorial Gaspar Roig preparó una edición que se editó en Madrid de un Album Ortego, con una antología de sus dibujos, que fue prologado y presentado por Josep Lluís Pellicer, para ayudar económicamente a la viuda y los hijos.
Fue un excelente cronista humorístico y técnico de los personajes de su época y autor de diversas sátiras políticas destacadas.
De acuerdo con algunos investigadores como Jesús Rubio y Joan Estruch, Ortego habría sido además el autor de Los Borbones en pelota, obra de autoría discutida. Sin embargo, otros autores como José Orcajo rechazan esta teoría.

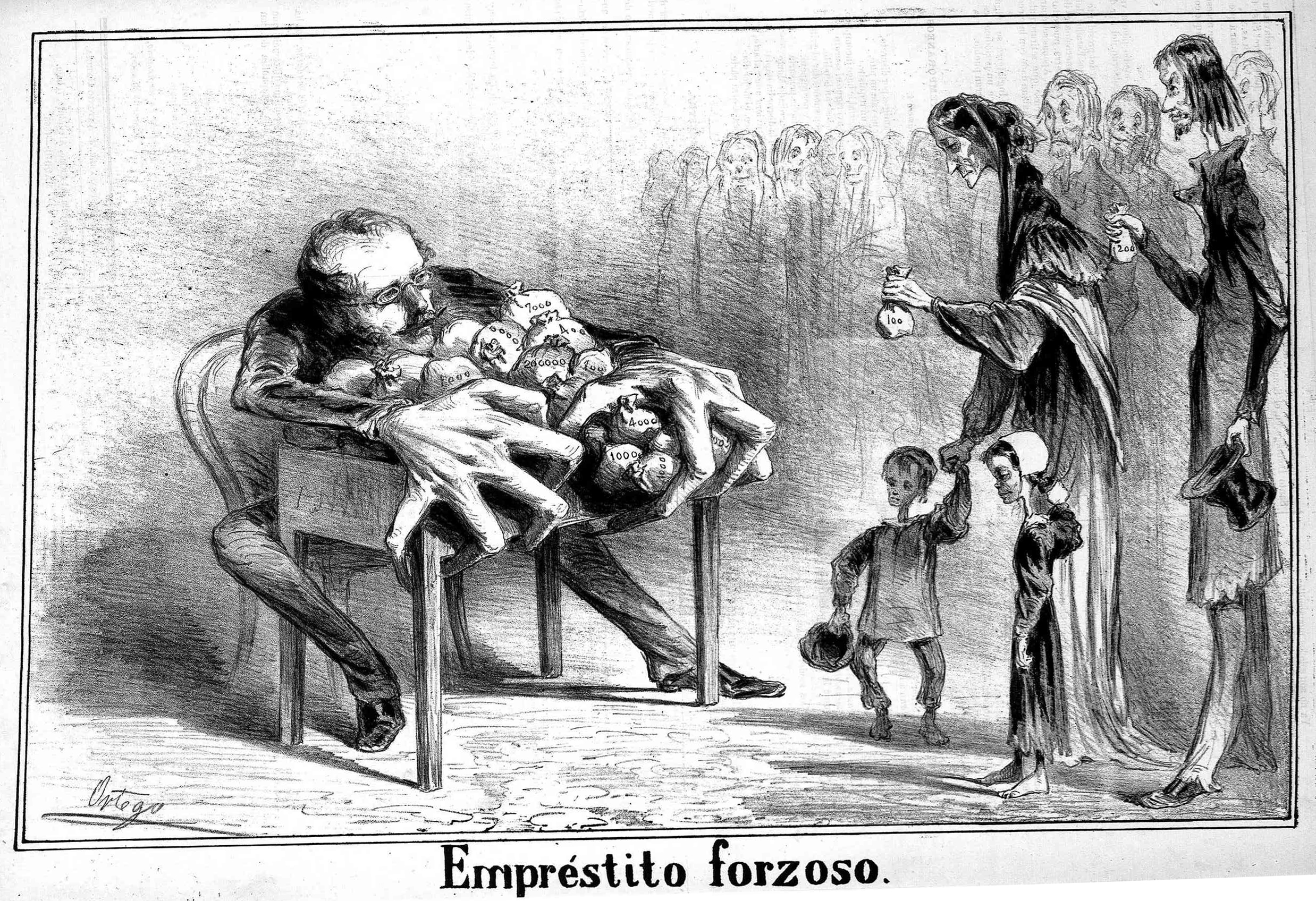
Empréstito forzoso, en Gil Blas, 1865.
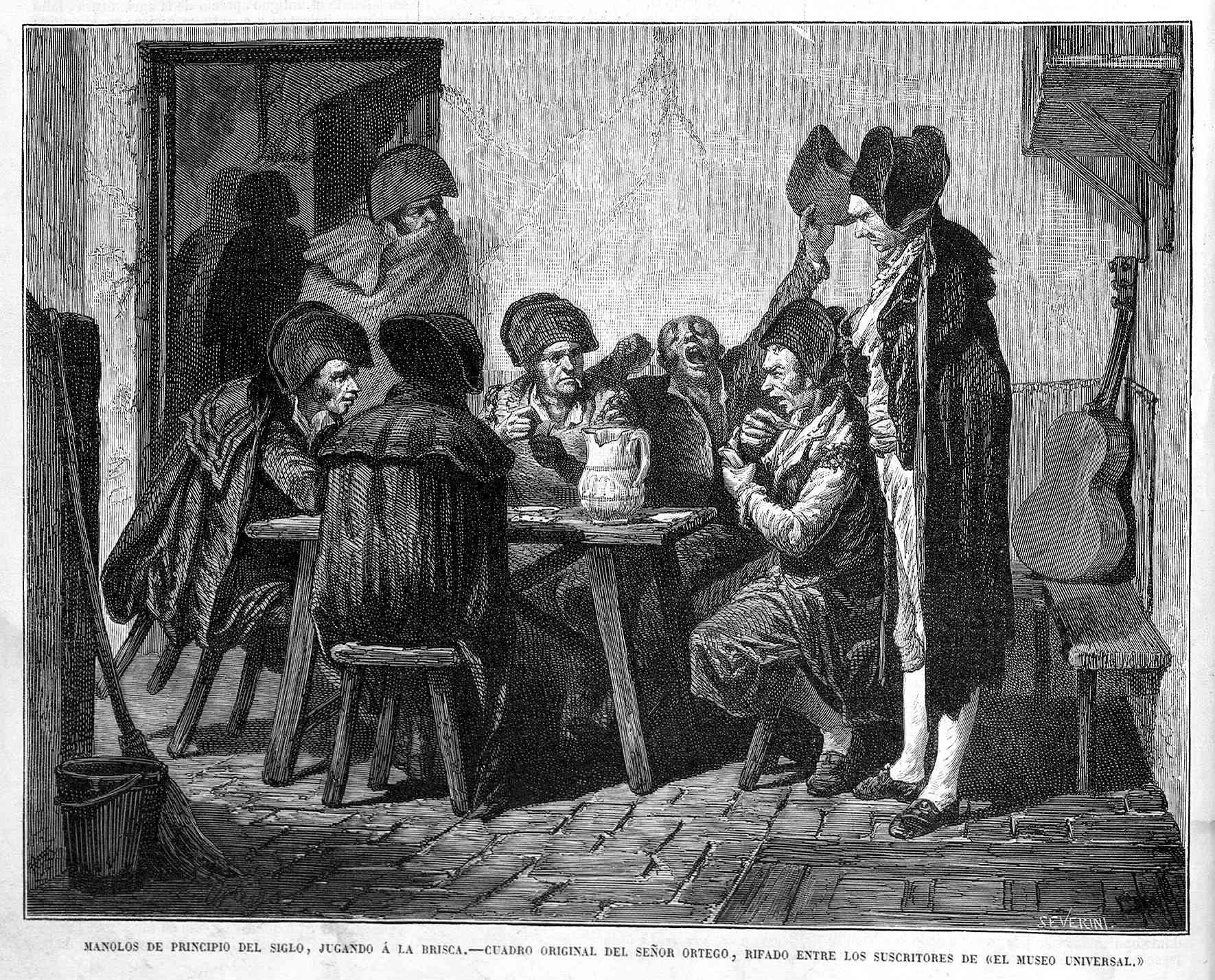
Manolos de principio de siglo, jugando a la brisca, en El Museo Universal, 1866.
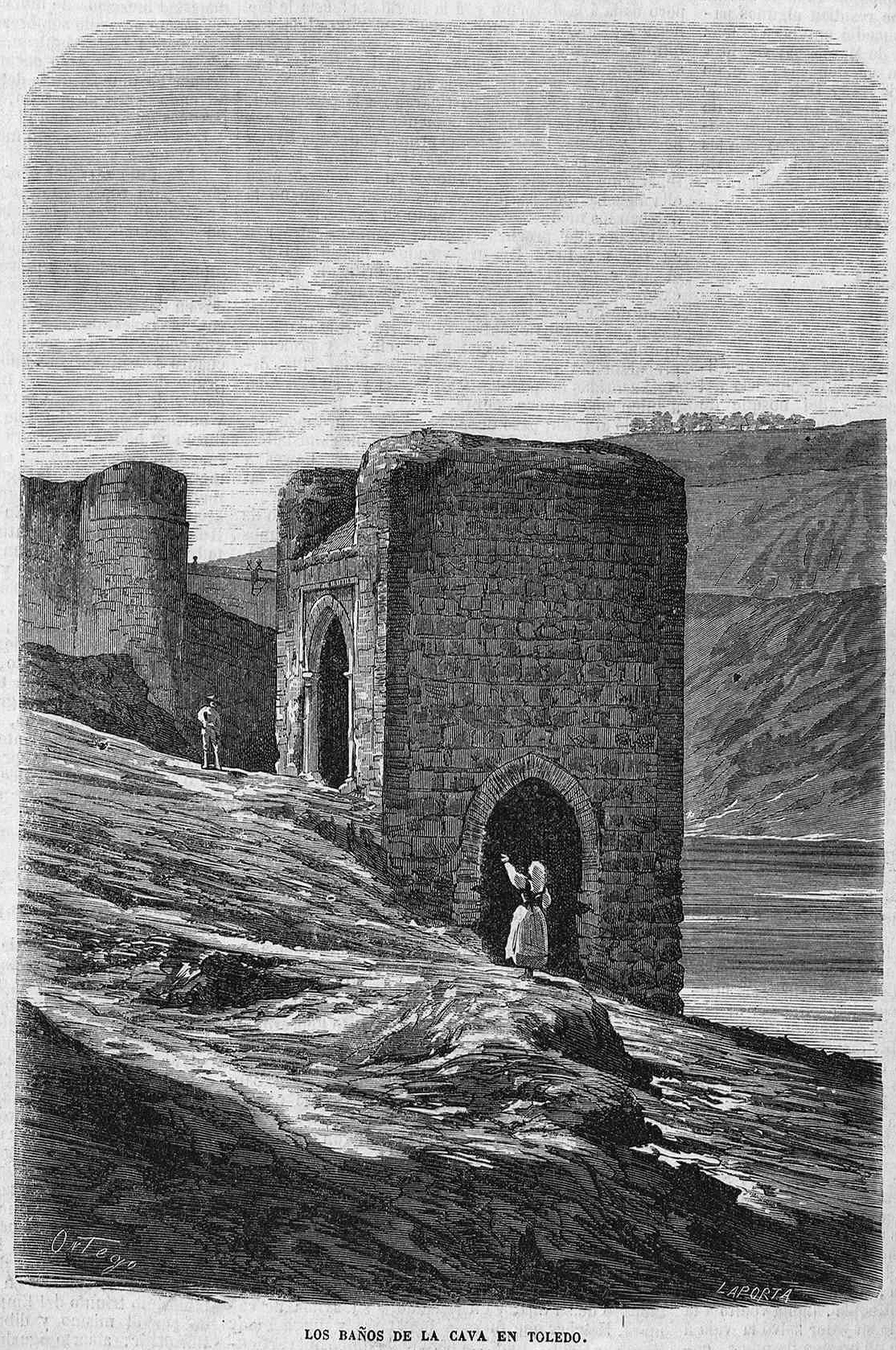
Los Baños de la Cava en Toledo, en El Museo Universal, 1866.
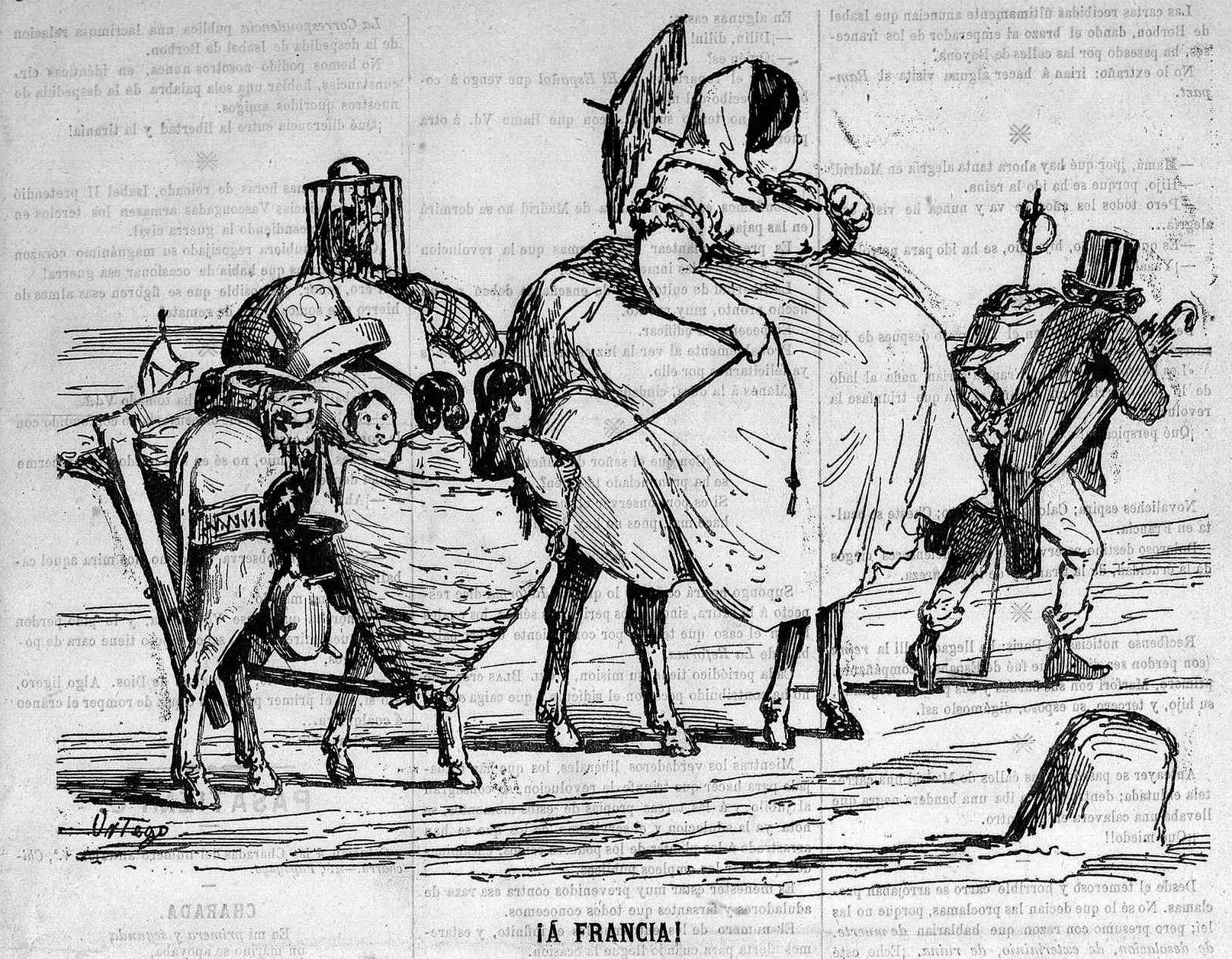
¡Á Francia!, Isabel II en Gil Blas, 1868.
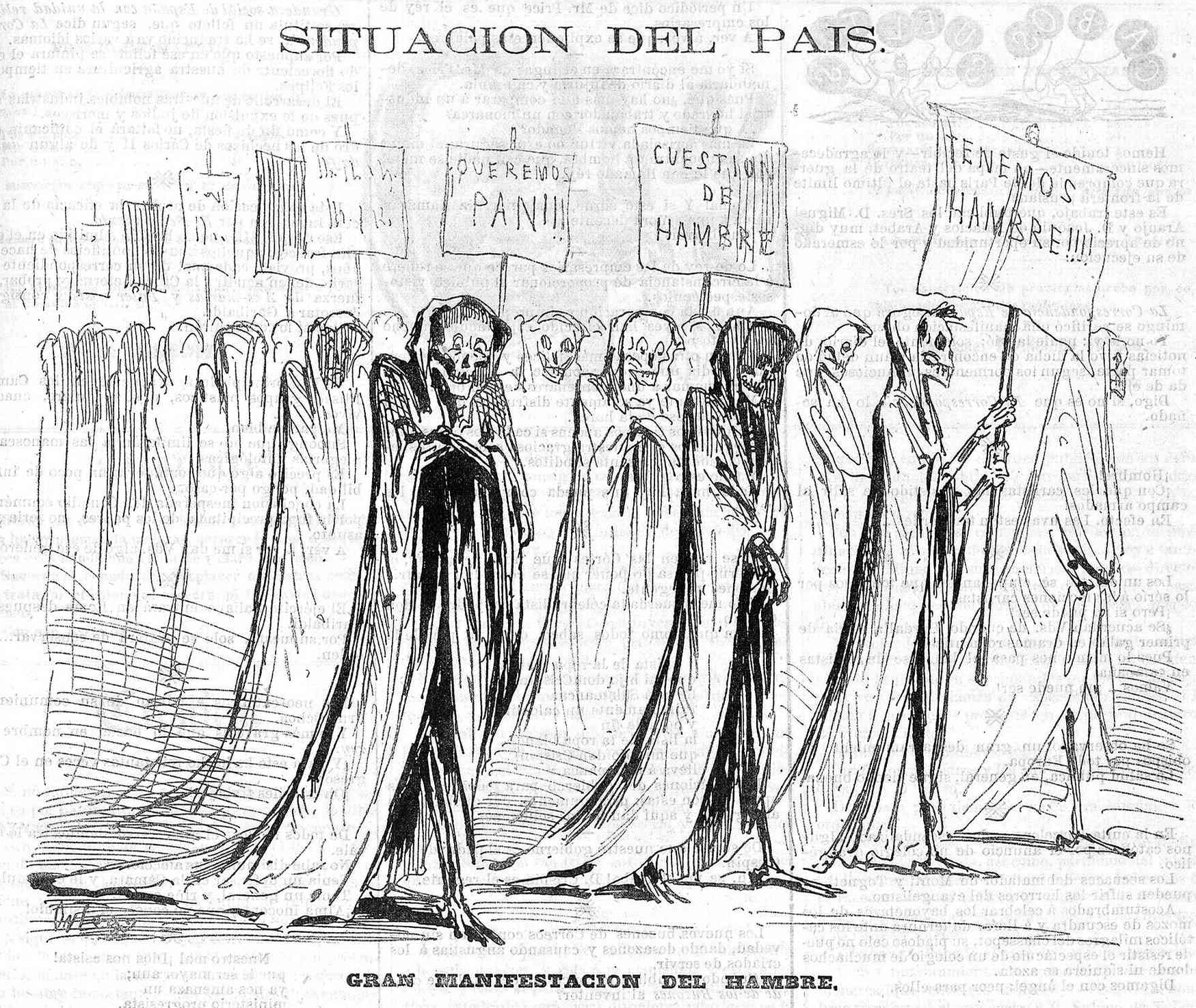
Gran manifestación del hambre, en Gil Blas, 1870.
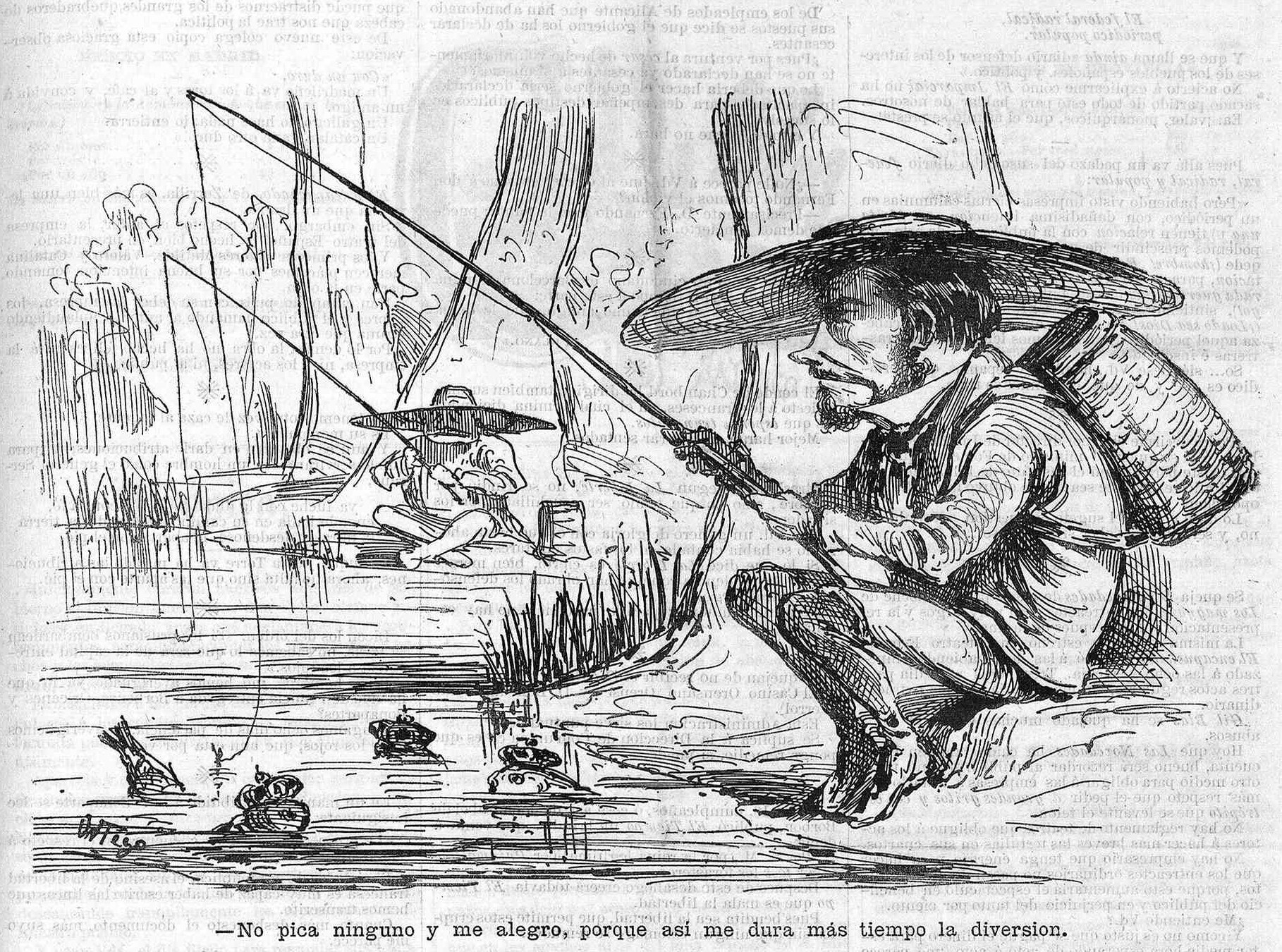
No pica ninguno y me alegro, porque así me dura más tiempo la diversión, Juan Prim en Gil Blas, 1870.